# John Hand Building
John Hand Building es un edificio de gran altura de uso mixto en Birmingham, Alabama (Estados Unidos). Consta de 20 pisos y se completó en 1912. Con una altura de 87 m, fue el edificio más alto de la ciudad hasta que fue superado por el City Federal Building en 1913. En la actualidad es el séptimo edificio más alto de la ciudad. Los ocho pisos inferiores son para uso comercial y los doce pisos superiores son para uso residencial. En 1983, el edificio se agregó al Registro Nacional de Lugares Históricos.

## Historia
Desde el momento de su construcción y hasta mediados de la década de 1990, el edificio había sido propiedad de AmSouth Bancorporation y sus predecesores. Después de que AmSouth reubicó a los empleados en sus otras oficinas del centro y en su campus Riverchase, el edificio se vendió a un grupo de desarrolladores. En 2000, fue renovado a un costo de 20 millones de dólares. Sirvió como sede corporativa de Cadence Bank y su banco predecesor hasta 2013, cuando se trasladó al Concord Center. El edificio ahora sirve como la sede corporativa de Shipt, que tiene su logo en el lado sur del edificio.